# بهائیت در ارمنستان
بهائیت در ارمنستان با اولین برخورد آنها هنگام تبعید و اعدام باب، بنیان‌گذار دیانت بابی که از سوی بهائیان به عنوان دین پیشرو در نظر گرفته شده بود، آغاز شد و در همان سال تعالیم این دین به ارمنستان برده شد. در دهه‌ها بعد و در زمان سرکوب مذهبی شوروی، بهائیان ارمنستان از بهائیان در سایر نقاط جدا شدند.
سرانجام، تا سال ۱۹۶۳، جوامع بهائی در ایروان و آرتز شناسایی شدند و ارتباطات آنان با دیگر جوامع بهایی دوباره برقرار شد. بعدها، در زمان پرسترویکا، زمانی که آزادی‌های فزاینده مجاز شد، بهائیان به قدری در برخی شهرها وجود داشتند که در سال ۱۹۹۱، مجامع روحانی محلی بهائی در آن جوامع تشکیل شد بهائیان ارمنی توانستند در سال ۱۹۹۵ مجلس روحانی ملی خود را انتخاب کنند

## تاریخچه
تماس بین مردم ارمنی و دیانت بهائی با تاریخچه تعامل حاجی میرزا آقاسی، سیاستمدار ایرانی دورهٔ قاجاریه و میرزا عباس نوری آغاز می‌شود و به دنبال آن سه تبعید پیاپی سید علی‌محمد باب به دستور آقاسی و محاکمه به عنوان مرتد صورت می‌گیرد. برای اعمالی از این دست، آقاسی توسط شوقی افندی، رهبر مذهبی آئین بهائی «دجالِ دوره بابی» نامیده شد. آقاسی در دربار شاه در زمان نخست وزیریش اقدامات متعددی را علیه بهاءالله انجام داد. پس از سقوط آقاسی از قدرت، جنبش علیه بابی که او پرورش داده بود، منجر به برنامه‌ریزی برای اعدام او شد. در اولین اقدام، این سربازان ارمنی بودند که در اعدام باب شرکت کردند.
بر اساس گزارش این اعدام که در ۲۲ ژوئیه ۱۸۵۰ توسط سر جاستین شیل، فرستاده فوق‌العاده ملکه ویکتوریا و وزیر مختار ملکه ویکتوریا در تهران به هنری جان تمپل، وزیر امور خارجه بریتانیا، نوشته شده است: «وقتی دود و پس از رگبار گرد و غبار پاک شد، باب دیده نشد و مردم اعلام کردند که او به آسمان رفت، توپ‌ها که او را بسته بودند شکسته بود. نیروهای ارمنی از شلیک خودداری کردند و یک جوخه تیراندازی مسلمانان تشکیل شد و دستور تیراندازی داده شد.» از سال ۱۸۵۰ به بعد گروه‌های کوچکی از بابیان در سراسر قفقاز از جمله ارمنستان پخش شدند.
زمانی که تأثیرات انقلاب اکتبر در سراسر امپراتوری روسیه گسترش یافت و این امپراتوری به اتحاد جماهیر شوروی تبدیل شد، بهائیان در بسیاری از قلمرو شوروی گسترش یافته بودند. با این حال، با سیاست سرکوب مذهبی شوروی، بهائیان، به شدت به اصل اطاعت از حکومت قانونی پایبند بودند.
در سال ۱۹۳۸ اکثر جوامع در سراسر اتحاد جماهیر شوروی ارتباطشان با بهائیان در جاهای دیگر قطع گردید. در سال ۱۹۵۳، پس از آن که رئیس مذهب وقت، شوقی افندی، طرحی برای گسترش آئین بهائی به نام نقشه ده‌ساله را آغاز کرد، بهائیان به جمهوری‌های شوروی در آسیا نقل مکان کردند. در اوج این طرح، در سال ۱۹۶۳، مراکز مختلفی در منطقه از جمله ارمنستان بازسازی شد و در آن زمان جامعه بهائی نه تنها در ایروان بلکه در آرتز نیز وجود داشت.

## وضعیت کنونی
بهایت از زمان پیدایش خود با دادن آزادی بیشتر به زنان، ترویج آموزش زنان به عنوان یک اولویت، در توسعه اقتصادی-اجتماعی مشارکت داشته است. این مشارکت با ایجاد مدارس، کشاورزی و … صورت گرفت. با انتشار پیام ۲۰ اکتبر ۱۹۸۳ از بیت العدل اعظم، بهایت وارد مرحله جدیدی از فعالیت شد. از بهائیان خواسته شد تا راه‌هایی را جستجو کنند که با تعالیم بهائی سازگار باشد تا بتوانند در توسعه اجتماعی و اقتصادی جوامعی که در آن زندگی می‌کردند مشارکت کنند. در سراسر جهان در سال ۱۹۷۹، ۱۲۹ پروژه توسعه اقتصادی-اجتماعی بهائی رسماً به رسمیت شناخته شد.
هنگامی که پرسترویکا فضایی را ایجاد کرد که در آن بهائیان دوباره شروع به گردهمایی و سازماندهی کردند، اولین مجامع روحانی محلی ارمنستان در سال ۱۹۹۱ تشکیل شد پس از عضویت در مجمع ملی منطقه ای با روسیه از سال ۱۹۹۲، بهائیان ارمنی اولین مجمع روحانی ملی خود را در سال ۱۹۹۵ انتخاب کردند.

## جمعیت‌شناسی
وزارت امور خارجه ایالات متحده در سال ۲۰۰۵ اعلام کرد که سیستم قابل اعتمادی برای جمع‌آوری اطلاعات دقیق سرشماری اقلیت‌های مذهبی وجود ندارد، اما بهائیان ادعا می‌کنند که بیش از ۲۰۰ عضو دارند که اکثراً در ایروان زندگی می‌کنند.